# 別所キミヱ
別所 キミヱ（べっしょ キミヱ、1947年12月8日 - ）は、日本のパラ卓球選手（クラス5）。パラリンピックには2004年アテネ、2008年北京、2012年ロンドン、2016年リオデジャネイロの4大会連続で出場。リオデジャネイロ大会時の年齢は68歳で、これは日本人パラリンピック選手の最高齢記録である。
試合時に蝶の髪飾りをつけていることから、「バタフライ・マダム」または「マダム・バタフライ」の愛称でも呼ばれる。

## 経歴
1947年12月8日、広島県安芸太田町で8人きょうだいの末っ子として生まれる。広島県立加計高等学校卒業後に敷島製パンに入社。20歳の時に結婚して兵庫県明石市に移住する。
1987年9月、夫が突然くも膜下出血で倒れ死別する。その2年後、1989年春に腰と足に痺れを感じたため約5か月にわたる精密検査を行ったところ、希少がんの一種である「仙骨巨細胞腫」が原因と判明する。翌1990年1月に手術を行い半年後に退院したが、リハビリ中に再発し、医師から「今度は歩けなくなります」と宣告される。1991年1月の再手術では一時心臓が止まることもあったが一命をとりとめ、10か月の入院期間を経て帰宅、以降は車椅子での生活を送ることになる。
1992年頃、新聞で車いすバスケットボールに関する記事を目にし、同じ境遇の人たちがスポーツを楽しんでいるということに興味を持ち体育館を訪れる。そこで練習風景を見て刺激を受け、自分にできるスポーツは何かと検討した結果、翌週から卓球の練習に参加する。当初はレクリエーションとしてやっていたが、その後練習相手を求めて日本各地を訪れるようになり、1994年には日本肢体不自由者国際クラス分け卓球選手権（現・国際クラス別パラ卓球選手権）に出場し初優勝、1997年には初の全国大会に出場する。
1999年にはアジア大会（フェスピック）に出場し、世界チャンピオンの香港の選手を破って国際大会初勝利を収める。その後も大会出場を重ね、世界ランキング20位代後半となっていたある時、パラ卓球関係者から世界大会で棄権者が出たので代わりに出てほしいとの話を受けて世界大会に初出場し、ベスト4の結果となる。
前述のように、2004年のアテネパラリンピックを含めパラリンピックに4大会連続で出場し、アテネでは6位、北京、ロンドン、リオデジャネイロではいずれも5位の成績を収める。
2018年には交通事故に遭って数か月間卓球ができなくなり、事故後初の日本での国際大会では足が曲げられず伸ばしたままの状態で臨んだが、結果的に優勝する。また、2019年には台北でのアジア地区大会中に帯状疱疹が現れて痛みに襲われ、その後の日本での国際大会では転倒して坐骨を骨折するが、それぞれ6位と2位の成績となる。
2021年6月、東京パラリンピック出場権をかけたスロベニアでの世界最終予選で、5選手による総当たり戦の結果1勝3敗に終わり、パラリンピック5大会連続出場はならなかった。
2022年からはダブルスの種目にも出場するようになり、同年7月開催のタイオープンでは中本亨とペアを組んだ混合ダブルスのクラスXD10で優勝した。

## 主な成績
- 国際クラス別パラ選手権大会 2017年まで12年連続優勝[5]
- ジャパンオープン肢体不自由者選手権大会 車いすの部 2018年まで7年連続優勝[5]
- 2004年アテネパラリンピック 6位[2]
- 2006年世界選手権スイス大会 4位[3]
- 2007年日本障害者卓球選手権 優勝[3]
- 2008年北京パラリンピック 5位[5]
- 2009年アジアパラ卓球選手権 銅メダル[15]
- 2009年韓国オープン 優勝[3]
- 2010年ジャパンカップ 優勝[3]
- 2011年アメリカオープン 優勝、団体2位[3]
- 2012年ロンドンパラリンピック 5位[5]
- 2014年アジアパラ競技大会 銅メダル[16]
- 2015年ドイツオープン 3位[1]
- 2016年スロバキアオープン 3位[1]
- 2016年リオデジャネイロパラリンピック 5位[5]
- 2017年アジアパラ卓球選手権 銀メダル[1]
- 2017年タイオープン 2位[1]
- 2019年ポーランドオープン 3位[4]
- 2019年ジャパンオープン 2位[4]
- 2019年フィンランドオープン 3位[4]
- 2022年スロベニアオープン 3位[4][17]
- 2022年スロベニアオープン 混合ダブルス クラス10 3位（中本亨ペア）[4][17]
- 2022年チェコオープン 3位[4][18]
- 2022年チェコオープン ダブルス クラス10 3位（宮崎恵菜ペア）[4][18]
- 2022年タイオープン 混合ダブルス クラス10 優勝（中本亨ペア）[4][14]
- 2023年チェコオープン 2位[4][19]
- 2023年ジャパンオープン 混合ダブルス クラス10 3位（中村亮太ペア）[4][20]
- 2023年フィンランドオープン 3位[4][21]
- 2024年タイオープン 混合ダブルス クラス10 3位（中村亮太ペア）[4][22]
- 2024年フランスオープン 3位[4][23]、混合ダブルス クラス10 優勝（中村亮太ペア）[4][24]

## 書籍
- 自著『たちあがるチカラ』（2013年3月、Nanaブックス、ISBN 9784904899366）